# WTA 125K series 2019
WTA 125K series 2019 – sezon profesjonalnych kobiecych turniejów tenisowych niższej kategorii organizowanych przez Women’s Tennis Association w 2019 roku, które obejmują cykl 11 turniejów z pulą nagród wynoszącą 125 000 dolarów amerykańskich (z wyjątkiem turniejów z serii Oracle Challenger Series, których pula nagród wynosi 162 480 dolarów amerykańskich). Zawody rozgrywane w ramach WTA 125K series nie są zaliczane do głównego cyklu rozgrywek WTA Tour.

## Kalendarz turniejów
| Data         | Turniej                                                                                | Zwyciężczynie                             | Wynik             | Finalistki                                   | Półfinalistki                       | Ćwierćfinalistki                                                        |
| ------------ | -------------------------------------------------------------------------------------- | ----------------------------------------- | ----------------- | -------------------------------------------- | ----------------------------------- | ----------------------------------------------------------------------- |
| 21 stycznia  | Oracle Challenger Series – Newport Beach Newport Beach 162 480 $ – Twarda – 48S/4Q/16D | Bianca Andreescu                          | 0:6, 6:4, 6:2     | Jessica Pegula                               | Lauren Davis Tatjana Maria          | Rebecca Peterson Taylor Townsend Eugenie Bouchard Nicole Gibbs          |
| 21 stycznia  | Oracle Challenger Series – Newport Beach Newport Beach 162 480 $ – Twarda – 48S/4Q/16D | Hayley Carter Ena Shibahara               | 6:3, 7:6(1)       | Taylor Townsend Yanina Wickmayer             | Lauren Davis Tatjana Maria          | Rebecca Peterson Taylor Townsend Eugenie Bouchard Nicole Gibbs          |
| 26 lutego    | Oracle Challenger Series – Indian Wells Indian Wells 162 480 $ – Twarda – 48S/4Q/16D   | Viktorija Golubic                         | 3:6, 7:5, 6:3     | Jennifer Brady                               | Wang Qiang Zarina Dijas             | Kristýna Plíšková Sara Sorribes Tormo Francesca Di Lorenzo Nicole Gibbs |
| 26 lutego    | Oracle Challenger Series – Indian Wells Indian Wells 162 480 $ – Twarda – 48S/4Q/16D   | Kristýna Plíšková Jewgienija Rodina       | 7:6(7), 6:4       | Taylor Townsend Yanina Wickmayer             | Wang Qiang Zarina Dijas             | Kristýna Plíšková Sara Sorribes Tormo Francesca Di Lorenzo Nicole Gibbs |
| 11 marca     | Abierto Zapopan Guadalajara 125 000 $ – Twarda – 32S/16Q/16D                           | Wieronika Kudiermietowa                   | 6:2, 6:0          | Marie Bouzková                               | Tatjana Maria Fiona Ferro           | Kristýna Plíšková Olga Danilović Renata Zarazúa Magda Linette           |
| 11 marca     | Abierto Zapopan Guadalajara 125 000 $ – Twarda – 32S/16Q/16D                           | Maria Sanchez Fanny Stollár               | 7:5, 6:1          | Cornelia Lister Renata Voráčová              | Tatjana Maria Fiona Ferro           | Kristýna Plíšková Olga Danilović Renata Zarazúa Magda Linette           |
| 22 kwietnia  | Kunming Open Anning 125 000 $ – Ceglana – 32S/16Q/16D                                  | Zheng Saisai                              | 6:4, 6:1          | Zhang Shuai                                  | Liang En-shuo Kaylah McPhee         | Ma Shuyue Zhang Kailin Chihiro Muramatsu Alexandra Cadanțu              |
| 22 kwietnia  | Kunming Open Anning 125 000 $ – Ceglana – 32S/16Q/16D                                  | Peng Shuai Yang Zhaoxuan                  | 7:5, 6:2          | Duan Yingying Han Xinyun                     | Liang En-shuo Kaylah McPhee         | Ma Shuyue Zhang Kailin Chihiro Muramatsu Alexandra Cadanțu              |
| 4 czerwca    | Croatian Bol Ladies Open Bol 125 000 $ – Ceglana – 32S/16D                             | Tamara Zidanšek                           | 7:5, 7:5          | Sara Sorribes Tormo                          | Kaja Juvan Anna Schmiedlová         | Timea Bacsinszky Aleksandra Krunić Jil Teichmann Laura Siegemund        |
| 4 czerwca    | Croatian Bol Ladies Open Bol 125 000 $ – Ceglana – 32S/16D                             | Timea Bacsinszky Mandy Minella            | 0:6, 7:6(3), 10–4 | Cornelia Lister Renata Voráčová              | Kaja Juvan Anna Schmiedlová         | Timea Bacsinszky Aleksandra Krunić Jil Teichmann Laura Siegemund        |
| 8 lipca      | Swedish Open Båstad 125 000 $ – Ceglana – 32S/16D                                      | Misaki Doi                                | 6:4, 6:4          | Danka Kovinić                                | Aleksandra Krunić Katarzyna Kawa    | Johanna Larsson Mona Barthel Natalja Wichlancewa Fiona Ferro            |
| 8 lipca      | Swedish Open Båstad 125 000 $ – Ceglana – 32S/16D                                      | Misaki Doi Natalja Wichlancewa            | 7:5, 6:7(4), 10–7 | Alexa Guarachi Danka Kovinić                 | Aleksandra Krunić Katarzyna Kawa    | Johanna Larsson Mona Barthel Natalja Wichlancewa Fiona Ferro            |
| 29 lipca     | Karlsruhe Open Karlsruhe 125 000 $ – Ceglana – 32S/6Q/8D                               | Patricia Maria Țig                        | 3:6, 6:1, 6:2     | Alison Van Uytvanck                          | Jasmine Paolini Paula Badosa Gibert | Ekaterine Gorgodze Stephanie Wagner Tamara Korpatsch Tereza Mrdeža      |
| 29 lipca     | Karlsruhe Open Karlsruhe 125 000 $ – Ceglana – 32S/6Q/8D                               | Lara Arruabarrena Renata Voráčová         | 6:7(2), 6:4, 10–4 | Han Xinyun Yuan Yue                          | Jasmine Paolini Paula Badosa Gibert | Ekaterine Gorgodze Stephanie Wagner Tamara Korpatsch Tereza Mrdeža      |
| 2 września   | Oracle Challenger Series – New Haven New Haven 162 480 $ – Twarda – 48S/4Q/16D         | Anna Blinkowa                             | 6:4, 6:2          | Usue Maitane Arconada                        | Heather Watson Lauren Davis         | Danielle Lao Astra Sharma Pauline Parmentier Jennifer Brady             |
| 2 września   | Oracle Challenger Series – New Haven New Haven 162 480 $ – Twarda – 48S/4Q/16D         | Anna Blinkowa Oksana Kalasznikowa         | 6:2, 4:6, 10–4    | Usue Maitane Arconada Jamie Loeb             | Heather Watson Lauren Davis         | Danielle Lao Astra Sharma Pauline Parmentier Jennifer Brady             |
| 11 listopada | Taipei Open Tajpej 125 000 $ – Dywanowa (hala) – 32S/16Q/16D                           | Witalija Djaczenko                        | 6:3, 6:2          | Tímea Babos                                  | Danka Kovinić Wiktorija Tomowa      | Kyōka Okamura Jana Čepelová Dalila Jakupović Naiktha Bains              |
| 11 listopada | Taipei Open Tajpej 125 000 $ – Dywanowa (hala) – 32S/16Q/16D                           | Lee Ya-hsuan Wu Fang-hsien                | 4:6, 6:4, 10–7    | Dalila Jakupović Danka Kovinić               | Danka Kovinić Wiktorija Tomowa      | Kyōka Okamura Jana Čepelová Dalila Jakupović Naiktha Bains              |
| 11 listopada | Oracle Challenger Series – Houston Houston 162 480 $ – Twarda – 48S/4Q/16D             | Kirsten Flipkens                          | 7:6(4), 6:4       | Coco Vandeweghe                              | Stefanie Vögele Irina Falconi       | Mandy Minella Katarina Zawacka Caty McNally Taylor Townsend             |
| 11 listopada | Oracle Challenger Series – Houston Houston 162 480 $ – Twarda – 48S/4Q/16D             | Ellen Perez Luisa Stefani                 | 1:6, 6:4, 10–5    | Sharon Fichman Ena Shibahara                 | Stefanie Vögele Irina Falconi       | Mandy Minella Katarina Zawacka Caty McNally Taylor Townsend             |
| 16 grudnia   | Open de Limoges Limoges 125 000 $ – Twarda (hala) – 32S/8Q/8D                          | Jekatierina Aleksandrowa                  | 6:1, 6:3          | Alaksandra Sasnowicz                         | Nicole Gibbs Greet Minnen           | Ana Bogdan Sorana Cîrstea Jil Teichmann Ludmiła Samsonowa               |
| 16 grudnia   | Open de Limoges Limoges 125 000 $ – Twarda (hala) – 32S/8Q/8D                          | Georgina García Pérez Sara Sorribes Tormo | 6:2, 7:6(3)       | Jekatierina Aleksandrowa Oksana Kalasznikowa | Nicole Gibbs Greet Minnen           | Ana Bogdan Sorana Cîrstea Jil Teichmann Ludmiła Samsonowa               |

## Wygrane turnieje

### Klasyfikacja tenisistek
| Wygrane | Zawodniczka              | S | D | S | D |
| ------- | ------------------------ | - | - | - | - |
| 2       | Anna Blinkowa            | ● | ● | 1 | 1 |
| 2       | Misaki Doi               | ● | ● | 1 | 1 |
| 1       | Jekatierina Aleksandrowa | ● |   | 1 | 0 |
| 1       | Bianca Andreescu         | ● |   | 1 | 0 |
| 1       | Witalija Djaczenko       | ● |   | 1 | 0 |
| 1       | Kirsten Flipkens         | ● |   | 1 | 0 |
| 1       | Viktorija Golubic        | ● |   | 1 | 0 |
| 1       | Wieronika Kudiermietowa  | ● |   | 1 | 0 |
| 1       | Patricia Maria Țig       | ● |   | 1 | 0 |
| 1       | Zheng Saisai             | ● |   | 1 | 0 |
| 1       | Tamara Zidanšek          | ● |   | 1 | 0 |
| 1       | Lara Arruabarrena        |   | ● | 0 | 1 |
| 1       | Timea Bacsinszky         |   | ● | 0 | 1 |
| 1       | Hayley Carter            |   | ● | 0 | 1 |
| 1       | Georgina García Pérez    |   | ● | 0 | 1 |
| 1       | Oksana Kalasznikowa      |   | ● | 0 | 1 |
| 1       | Lee Ya-hsuan             |   | ● | 0 | 1 |
| 1       | Mandy Minella            |   | ● | 0 | 1 |
| 1       | Ellen Perez              |   | ● | 0 | 1 |
| 1       | Kristýna Plíšková        |   | ● | 0 | 1 |
| 1       | Jewgienija Rodina        |   | ● | 0 | 1 |
| 1       | Maria Sanchez            |   | ● | 0 | 1 |
| 1       | Ena Shibahara            |   | ● | 0 | 1 |
| 1       | Peng Shuai               |   | ● | 0 | 1 |
| 1       | Sara Sorribes Tormo      |   | ● | 0 | 1 |
| 1       | Luisa Stefani            |   | ● | 0 | 1 |
| 1       | Fanny Stollár            |   | ● | 0 | 1 |
| 1       | Renata Voráčová          |   | ● | 0 | 1 |
| 1       | Wu Fang-hsien            |   | ● | 0 | 1 |
| 1       | Natalja Wichlancewa      |   | ● | 0 | 1 |
| 1       | Yang Zhaoxuan            |   | ● | 0 | 1 |

### Klasyfikacja państw
| Wygrane | Kraj              | S | D |
| ------- | ----------------- | - | - |
| 7       | Rosja             | 4 | 3 |
| 3       | Hiszpania         | 0 | 3 |
| 2       | Chiny             | 1 | 1 |
| 2       | Czechy            | 1 | 1 |
| 2       | Japonia           | 1 | 1 |
| 2       | Szwajcaria        | 1 | 1 |
| 2       | Stany Zjednoczone | 0 | 2 |
| 1       | Belgia            | 1 | 0 |
| 1       | Kanada            | 1 | 0 |
| 1       | Rumunia           | 1 | 0 |
| 1       | Słowenia          | 1 | 0 |
| 1       | Australia         | 0 | 1 |
| 1       | Brazylia          | 0 | 1 |
| 1       | Chińskie Tajpej   | 0 | 1 |
| 1       | Gruzja            | 0 | 1 |
| 1       | Luksemburg        | 0 | 1 |
| 1       | Węgry             | 0 | 1 |